# Zenometra columnaris
Zenometra columnaris (Carpenter, 1881),  è una specie di crinoide della famiglia Zenometridae. È l'unica specie nota del genere Zenometra.

## Biologia
Come gli organismi della sua famiglia (Zenometridae) si nutre in sospensione, catturando cioè piccoli microrganismi come il plancton.

## Distribuzione e habitat
Gli esemplari di Zenometra columnaris vivono prevalentemente nell'Oceano Atlantico, sia Occidentale che Orientale. In particolare sono particolarmente diffusi nella Florida settentrionale, a sud-ovest di Haiti, a Saint Lucia e a ovest di Gibilterra. Le profondità a cui vivono gli esemplari di Zenometra columnaris variano in base alla zona: nell'Oceano Atlantico Occidentale da 504 a 1304 metri, mentre in quello Orientale da 3465 a 4015 metri.